# Daniel M. Tani
Daniel Michio Tani est un astronaute américain né le 1er février 1961.

## Vols réalisés
- Il effectue son premier vol à bord de la mission STS-108 d'Endeavour, le 5 décembre 2001, en tant que spécialiste de mission.
- Le 23 octobre 2007, il est membre de l'Expédition 16 et rejoint la station spatiale internationale à bord de Discovery, lors du vol STS-120.